# Channel 10 (chaîne de télévision)
Channel 10 (ערוץ 10, Aroutz ezer) est une ancienne chaîne de télévision israélienne créée en 2002 et disparue en 2019.

## Histoire de la chaîne
La chaîne est créée le 28 janvier 2002 sous le nom d'Israël 10 et diffuse des séries dramatiques originales, des émissions de divertissement, des informations, des programmes de style de vie et des programmes étrangers.
Malgré son nom, ses programmes sont diffusés sur la chaîne 14 à partir du 1er novembre 2017 jusqu'à sa fermeture le 16 janvier 2019, date de sa fusion avec Canal 13.